# Округ Сидар (Небраска)
Сидар (енгл. Cedar County) је округ у америчкој савезној држави Небраска.

## Демографија
По попису из 2010. године број становника је 8.852, што је 763 (-7,9%) становника мање него 2000. године.
| Група             | 2000.         | 2010.         |
| Белци             | 9.505 (98,9%) | 8.659 (97,8%) |
| Афроамериканци    | 10 (0,1%)     | 7 (0,1%)      |
| Азијати           | 4 (0,0%)      | 7 (0,1%)      |
| Хиспаноамериканци | 41 (0,4%)     | 113 (1,3%)    |
| Укупно            | 9.615         | 8.852         |